# Ipixuna
Pour les articles homonymes, voir Ipixuna (homonymie).
Ipixuna est une ville brésilienne de l'État de l'Amazonas.